# جوليس لوب
جوليس لوب هو سياسي كندي، ولد في 3 أكتوبر 1917، وتوفي في 15 سبتمبر 2008.